# Орханийски край
„Орханийски край“ е вестник в Орхание. Излиза сами в един брой на 3 април 1925 г.
Редактор е Ив. Налбантски. Печата се в печатница „Наука“ на Карл Йосифов Папаушек. Определя се като вестниче с местни новини и лични закачки, много обявления.